# Воздвиженка (Хайбуллинский район)
Воздви́женка (баш. Воздвиженка) — деревня в Хайбуллинском районе Башкортостана, входит в Маканский сельсовет.

## Географическое положение
Расстояние до:
- районного центра (Акъяр): 36 км,
- центра сельсовета (Макан): 24 км,
- ближайшей ж/д станции (Сара): 94 км.

## Население
| 2002 | 2010 |
| ---- | ---- |
| 331  | ↘302 |

Национальный состав
Согласно переписи 2002 года, преобладающие национальности — башкиры (49 %), русские (41 %).

## Религия
В деревне находится православная церковь Воздвижения Креста Господня.